# Muzeum Górnictwa Kruszcowego w Miedziance
Muzeum Górnictwa Kruszcowego w Miedziance (Muzealna Izba Górnictwa Kruszcowego w Miedziance) – muzeum z siedzibą we wsi Miedzianka (powiat kielecki). Placówka jest jednostką organizacyjną gminy Chęciny, a jej siedzibą są pomieszczenia dawnej szkoły górniczej i urzędu górniczego.
Placówka została otwarta we wrześniu 2008 roku. W ramach muzealnej ekspozycji prezentowane są następujące wystawy:
- historyczna, ukazująca dzieje wydobycia oraz przetwórstwa rud miedzi na tym terenie. Wśród pamiątek znajdują się m.in. dawne maszyny i narzędzia górnicze oraz prezentacja technik wydobywczych,
- przyrodnicza, w ramach której ukazane są minerały, pochodzące zarówno z terenu Gór Świętokrzyskich, jak i całego świata, jak również skamieliny, odkryte na tych terenach.

Przed budynkiem muzeum urządzone niewielkie lapidarium, w ramach którego eksponowane są okazy tutejszych wapieni i piaskowców. Można również zobaczyć wieżę wyciągową dawnego szybu „Piotr”. Oprócz stałej ekspozycji, w muzeum organizowane również tematyczne wystawy czasowe.
Muzeum jest czynne codziennie z wyjątkiem niedziel. Wstęp jest płatny (dla mieszkańców Miedzianki oraz grup szkolnych z gminy Chęciny - wstęp wolny).
Istnieją projekty stworzenia, m.in. w oparciu o istniejące muzeum, Staropolskiego Ośrodka Górnictwa Kruszcowego w Miedziance. W ramach nowego obiektu miałyby zostać udostępnione dla ruchu turystycznego dawne sztolnie, wydrążone w górze Miedziance.